# Nemotelus marinus
Nemotelus marinus är en tvåvingeart som beskrevs av Becker 1902. Nemotelus marinus ingår i släktet Nemotelus och familjen vapenflugor.
Artens utbredningsområde är Egypten. Inga underarter finns listade i Catalogue of Life.